# La Patriote
Pour plus de détails, voir Fiche technique et Distribution.
La Patriote (Die Patriotin) est un film allemand réalisé par Alexander Kluge, sorti en 1979.

## Fiche technique
- Titre original : Die Patriotin
- Titre français : La Patriote
- Réalisation : Alexander Kluge
- Scénario : Christel Buschmann, Alexander Kluge et Willi Segler
- Pays d'origine : Allemagne de l'Ouest
- Format : Couleurs - 35 mm - Mono
- Genre : drame
- Durée : 121 minutes
- Date de sortie : 1979

## Distribution
- Hannelore Hoger : Gabi Teichert, le professeur d'histoire
- Dieter Mainka :
- Alfred Edel : monsieur Mürke, le procureur
- Alexander von Eschwege : Fred Tacke, officier 1939
- Beate Holle : Hildegard Tacke
- Kurt Jürgens : von Bock - attaché militaire
- Willi Muench : l'expert en explosif
- Marius Müller-Westernhagen : le vendeur de télévision
- Günther Kreidel : Bischoff, le fossoyeur
- Wolf Hanne : l'inspecteur Wedel